# Primm (Nevada)
Primm (anciennement State Line) est une communauté non incorporé du comté de Clark dans l'État du Nevada aux États-Unis, principalement connue pour sa position à cheval sur l'Interstate 15 où elle traverse la frontière entre la Californie et le Nevada. Primm se trouve près du Lac Ivanpah, un lac asséché, qui s'étend au nord et au sud de la ville. 
Primm était auparavant connu sous le nom de State Line, mais a été renommé en 1996 pour éviter toute confusion avec Stateline, dans le nord du Nevada. Elle est nommée d'après Ernest Jay Primm, qui a grandement aidé à développer la région.
L'économie de la communauté repose sur ses trois casinos, qui attirent les joueurs de la Californie du Sud souhaitent s'arrêter avant d'atteindre Las Vegas à 64 km au nord, ou comme une dernière chance de jouer avant de quitter le Nevada. La plupart des résidents de Primm sont des employés des casinos.  
En 2007, le Las Vegas Review-Journal estime la population de Primm à 1 132 habitants. 
Primm avait son propre bureau de poste au nord de la ville, mais il a été remplacé. Toutes les adresses postales américaines desservant Primm ont été transférées à la ville de Jean et sont désormais desservies par le bureau de poste Jean. 

## Histoire
Dans les années 1920, Pete MacIntyre possédait une station-service à la frontière des deux états. Cependant, les affaires allant mal, il commença à vendre de l'alcool de contrebande. Les habitants de Primm lui donnèrent le surnom de « Whisky Pete ». À sa mort en 1933, une rumeur raconte qu'il voulait être enterré debout avec une bouteille à la main pour pouvoir surveiller la région. La tombe de Whiskey Pete a été accidentellement exhumée alors que les travailleurs construisaient un pont de liaison entre les casino-hôtel du Whiskey Pete's et du Buffalo Bill's. Le corps fut déplacé.
Dale Hamilton était propriétaire de State Line du début des années 1950 au début des années 1970. Après avoir acheté la propriété, il construit une station-service Chevron, un bâtiment contenant un petit casino de machines à sous et un petit café-déjeuner. Il a également construit un petit garage automobile et un service de remorquage. Il a appelé l'entreprise "State Line Bar: Slots". Lorsque l'Interstate a été construit, un échangeur n'était pas prévu pour le site. Hamilton a fait plusieurs voyages à Carson City pour plaider en faveur d'un échangeur, qui a finalement été accordé. [réf. nécessaire]
En 1996, State Line devient Primm.   
En 2004, sous la propriété de MGM Mirage, 52 immeubles à appartements ont été construits à Primm pour servir de logement aux employés des trois casinos. 

## Événements
Depuis 1996, SCORE international organise une course annuelle hors route connue sous le nom de Terrible's SCORE Primm 300. Le Primm 300 fait partie d'une série de courses hors route annuelles qui incluent le Baja 1000, le Baja 500, le San Felipe 250 et le Laughlin Desert Challenge. 
En 1997, la 20e édition de la compétition The World's Strongest Man a eu lieu à Primm. 
Primm était le lieu d'arrivée du Grand Challenge DARPA 2004. De plus, c'était le lieu de départ et d'arrivée du Grand Challenge DARPA 2005. Le prix de 2 millions de dollars a été remporté par une équipe de l'Université Stanford. 
Le Stateline Supermoto Challenge a également lieu au casino de Buffalo Bill chaque année, attirant des coureurs de supermotard professionnels et amateurs de tous les États-Unis.
Primm est l'endroit où Simon Lizotte établi le record du monde de distance du disque volant à 263,2 m le 25 octobre 2014.

## Dans la culture populaire
Primm apparaît dans le jeu vidéo Fallout: New Vegas.